# Pořejov
Pořejov (německy Purschau) je zaniklá obec, která se nacházela v okrese Tachov. V roce 1900 zde ve 135 domech žilo 735 obyvatel, z nichž 718 bylo německé národnosti a 17 Židů. Stejnojmenné katastrální území s rozlohou 11,72 km² je součástí obce Hošťka.

## Historie
Obec byla založena kolem roku 1275. Nejpozději od roku 1352 zde stála tvrz jednoho z manů (rytířů) tachovského manského obvodu. Ten se spolu s Chody a s dalšími tachovskými many podílel na ochraně hranic. Roku 1560 získal Pořejov rychtář Jan Sebastián Perglar z Perglasu, který roku 1587 nechal obnovit gotický kostel svatého Bartoloměje. Roku 1687 panství koupil Jan Zikmund von Gotzen, roku 1728 Adam Filip Losy.
V letech 1938 až 1945 byl Pořejov v důsledku uzavření Mnichovské dohody přičleněn k nacistickému Německu. Ke konci druhé světové války obsadili okolí Pořejova Američané, ve vsi i okolí se přitom ukrývaly skupiny SS. Při dělostřeleckém ostřelování vesnice 26. dubna 1945 vyhořelo 32 domů, Pořejov 5. května kapituloval. Obec pak byla vysídlena a rychle chátrala. V roce 1956 ze 141 domů zbývalo jen sedm zachovalých usedlostí. Celá vesnice včetně zámku a dvora zanikla v šedesátých letech 20. století.
Pozůstatky obce byly nakonec zaváženy obrovskou skládkou, na které se po léta kupil odpad ze širokého okolí.

## Židovská obec

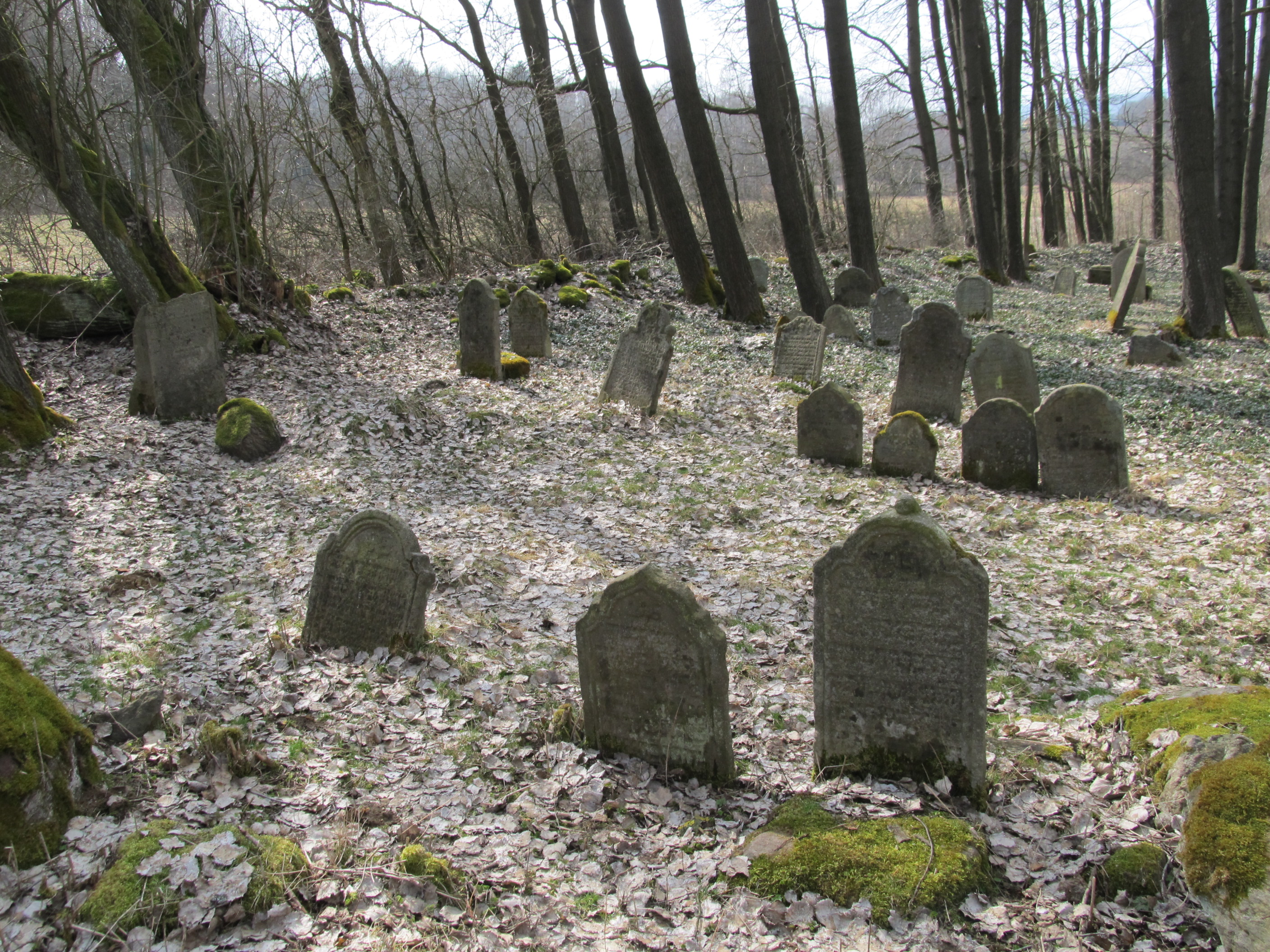
Židovský hřbitov

První židovské rodiny se do Pořejova přistěhovaly v polovině 17. století, židovská obec zde vznikla zřejmě ve 2. pol. 18. století. V jednom ze židovských domů, které byly rozptýlené mezi katolickými, byla založena modlitebna. V roce 1860 zde žilo 95 Židů, v dalších letech jejich počet klesal kvůli odchodům do měst. Židovské rodiny se živily zejména obchodováním s drobným zbožím, koželužstvím, výrobou potaše, později mezi nimi byli i lékaři nebo učitelé.
V roce 1765 si židovská obec vybudovala v části pořejovského zámku synagogu. Na konci 19. století se kvůli poklesu počtu svých členů spojila se židovskou obcí z Nového Sedliště. Roku 1904 synagogu poškodil požár, v roce 1919 ji židovská obec prodala soukromníkovi. V roce 1945 byla synagoga silně poničena při střetu americké a německé armády, po válce byla zbořena.

## Pamětihodnosti
- Kostel svatého Bartoloměje byl původně gotický, roku 1740 byl zbarokizován. Zbořen byl kolem roku 1971.
- Zřícenina poutního kostela svaté Anny; k bohoslužebným účelům přestal být kostel využíván již roku 1786, nicméně počátkem 19. století byl obnoven a svou funkci plnil až do odchodu původních obyvatel. Poté chátral, v sanktusníku měla strážní stanoviště pohraniční stráž.[1]
- Na území obce se dodnes nachází židovský hřbitov.

## Významní rodáci
- Johann Baptist Blobner, rakouský pedagog, sbormistr a skladatel českého původu.
- Johanna Kaes, manželka německého automobilového konstruktéra Ferdinanda Porsche.